# De speler (roman)
De roman De Speler (Russisch: Игрок, Igrok) werd door Fjodor Dostojevski in 1868 in niet meer dan vier weken tijd geschreven. Op de hielen gezeten door zijn Russische uitgever Stellovski moest hij in die korte periode een roman produceren om zijn auteursrechten voor de volgende negen jaren veilig te stellen. In feite schreef hij de roman niet, maar dicteerde hem aan zijn nieuwe secretaresse Anna Snitkina, een jonge aanbidster die tot aan zijn dood aan zijn zijde zou blijven. Zie ook: Leonid Tsypkin 'Zomer in Baden-Baden'. Samen met Anna, inmiddels zijn vrouw, verblijft Dostojevski in verschillende steden, vooral kuuroorden met casino, met name om zijn vele schuldeisers te ontvluchten. Als hartstochtelijk gokker blijft hij hopen op 'dat ene moment', de gouden inzet, en besteedt daar keer op keer, tot wanhoop van Anna, zijn laatste geld aan.

## Verhaal
In De Speler is de hoofdpersoon Alexj Iwanowitsj privéleraar van de kinderen van een voorname Russische generaal. Deze verblijft met zijn gevolg in een Duitse stad die voor het gemak Roulettenburg genoemd wordt. De privéleraar, de ik-figuur, is zeer verliefd op de stiefdochter van de generaal Pauline Alexandrowna en stelt alles in het werk om in haar nabijheid te zijn en zijn liefde te betuigen. Maar zij lijkt vooral met hem en zijn gevoelens te spelen.
De generaal is aan lager wal geraakt en moet steeds meer geld lenen om aan de roulettetafel te kunnen blijven verschijnen. Met vertrouwen wacht hij op het bericht van de dood van zijn vijfenzeventigjarige moeder in Moskou die hem in één klap een grote erfenis zal nalaten, zodat hij vrij van schulden zal kunnen trouwen met de opportunistische Mademoiselle Blanche. Plotseling verschijnt echter Antonida Wasiljewna Tarasjewitsjewa in levenden lijve en zij begint verwoed haar vermogen aan de roulettetafel in te zetten en vooral te verliezen, ondanks haar haat-liefdeverhouding met het roulettegetal 'nul'. De generaal en alle betrokkenen zien radeloos toe hoe hun toekomst en zekerheid langzaam als sneeuw voor de zon verdwijnt.
Als leraar, gokker en aanbidder van Pauline neemt de hoofdpersoon deel aan dit alles, maar hij is toch vooral de observator die beschrijft wat hij, soms tot z'n eigen verbazing, te zien krijgt. Na enige verwikkelingen wordt zijn liefde definitief afgewezen en is het hoofddoel in zijn aanwezigheid én in zijn leven verdwenen. Hij geeft zich over aan de roulettetafel en wint een vermogen. Direct springen de aasgieren op hem af en hij vertrekt met Mevrouw Blanche op zijn kosten naar Parijs. Als na een maand het geld op is en de droom voorbij zien we de hoofdpersoon terug als kleine gokker, verhard door het leven en mislukt in de liefde, met af en toe een baantje, om het geld vervolgens weer in te zetten en opnieuw te verliezen.

## Thema Gokverslaving
Dostojevski beschrijft in De Speler treffend de gokverslaving. Samen met de in de negentiende eeuw belangrijke waarden als aanzien, trots, rijkdom en schaamte is dit thema tot een boeiende vertelling ontwikkeld. Uiteindelijk voelt de lezer overal de moraal doorschemeren: doe het niet, want vroeg of laat gaat iedereen eraan te gronde. Het lijkt of Dostojevski zichzelf heeft geportretteerd in de hoofdpersoon, als observator beschrijvend maar toch ook als deelnemer, want ook hij was gokverslaafd. Opvallend is de beschreven sfeer, waarin gokken het 'speeltje' van de rijken is, iets wat status verleent. Ongeacht of zij nu al dan niet grote bedragen verliezen.  Er wordt nauwkeurig beschreven hoe de rijken, zij die het zich kunnen veroorloven, met enige nonchalance behoren in te zetten, alsof zij niet hoeven te winnen. Dit in tegenstelling tot het 'plebs', dat zijn laatste geld inzet en met bloeddoorlopen ogen het witte balletje volgt, wanhopig wachtend op geluk.